# Spada sasanide

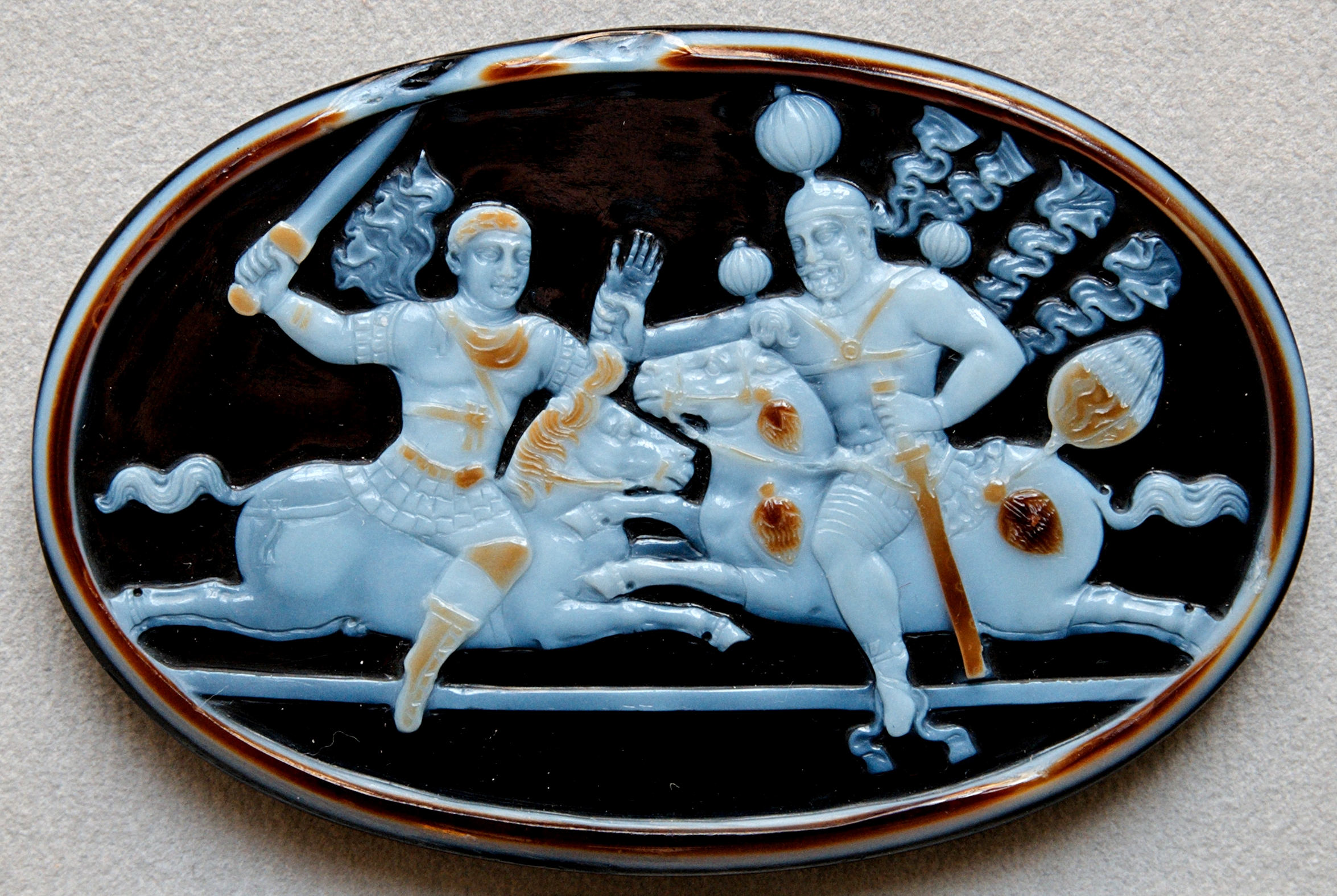
Cameo in sardonice raffigurante il sasanide Sapore I che cattura l'imperatore romano Valeriano (ca. 260): si notano le differenze tra la spada sasanide e la spatha romana dalla guardia massiccia.

Šmšyl è il vocabolo di lingua pahlavi, poi trasformato in shamshir in lingua farsi, che indicava l'arma bianca manesca del tipo spada in uso alle forze di cavalleria pesante dell'Impero sasanide, i catafratti. Aveva lunga lama diritta ed impugnatura ad una mano, realizzata, come molte altre spade dell'Antichità, spesso interamente in metallo (manico, lama e fodero). Nata con lo scopo precipuo di armare forze di cavalleria professionista, sviluppò molti degli accorgimenti tecnico-tattici poi convolati, secoli dopo, nella sciabola occidentale: l'impugnatura ergonomica ed il fodero a due punti di sospensione. Gli esemplari giunti sino a noi, appartenuti alla nobiltà sasanide, sono tutti oggetti lussuosissimi, in oro, argento o platino incrostati di preziosi.

## Storia
La costituzione dell'impero di Ardashir I passò attraverso una massiccia riorganizzazione dell'esercito del vecchio Impero partico. Il nuovo esercito persiano, l'esercito sasanide, impostato sul modello professionistico dell'esercito romano, mantenne però quale sua unità d'élite la cavalleria pesante dei catafratti: una leva di guerrieri appartenenti alla nobiltà feudale dell'impero coperti d'acciaio ed armati di spada, lancia, mazza ferrata ed arco composito. Data la loro alta estrazione sociale, i catafratti si garantirono sempre il meglio della produzione metallurgica imperiale per ciò che concernette l'armamento personale.
L'evoluzione della spada sasanide, šmšyl in lingua pahlavi (shamshir in lingua farsi), fu quindi improntata sulla ricerca di continue migliorie tecnico-tattiche con le quali i guerrieri persiani vennero in contatto grazie agli scambi ed agli scontri con le civiltà gravitanti intorno all'impero: Impero romano, Impero cinese e popolazioni nomadi della steppa eurasiatica (es. Sarmati).
Al tempo di Ardashir I (224-241), fondatore della dinastia, la spada in uso ai cavalieri del nuovo impero dimostrava evidenti similitudini con modelli orientali: la Cina della Dinastia Han ed il regno di Kushan. Sarebbero infatti da ricercare nel lontano oriente e non presso i nomadi Sarmati i modelli di riferimento per la spada lunga e snella, con pomo e guardia massicci, evidenti nel rilievo raffigurante l'"Incoronazione di Ardashir I" a Naqsh-e Rostam. Il regno di Sapore I (241-272), erede di Ardashir impegnato in continue, vittoriose guerre espansionistiche in Occidente (v. Campagne siriano-mesopotamiche di Sapore I), portò nuove evoluzioni. La spada sasanide tornò a presentare stilemi tipici della spada partica (impugnatura a due mani, pomello fungiforme a volte lavorato in forma di testa di rapace) ma mantenne la guardia orientale ed anzi intensificò la contaminazione dall'arte Kushan adottando foderi con vertice inferiore arrotondato. Invariata durante il regno di Bahram I (regno 273-276), figlio di Sapore I, la foggia della spada sasanide tornò a mutare con il nipote del grande conquistatore, Bahram II (276-293), sotto il cui regno si diffuse la moda di pomoli decorati e, stando alle evidenze monumentali. il ricorso ad armi dotate di ricasso. Durante il regno di Cosroe II (590-628) avvenne la più rivoluzionaria delle evoluzioni: i sasanidi furono il primo grande impero del mondo antico ad adottare il fodero a due punti di sospensione, un'innovazione tecnologica loro veicolata dagli Eftaliti ma quasi certamente sviluppata dalle popolazioni della steppa asiatica.

### Sviluppi etimologici
A partire dal X-XI secolo, la sempre più massiccia ingerenza sulla Persia di popolazioni di razza mongoloide, turchi e mongoli, portò al diffondersi di spade a lama ricurva, appositamente studiate per favorire lo schermidore in sella: le kilij, archetipo della scimitarra. Queste spade ricurve, inizialmente indicate in lingua pahlavi con il nome di qalachuri, vennero poi semplicisticamente indicate come shamshir in lingua farsi. Involontario fautore della traslitterazione fu il grande poeta Ferdowsi (935-1020), traduttore in lingua farsi dello Shāh-Nāmeh ("Libro dei Re"), antico testo pahlavi narrante l'epopea della Persia dal 5000 a.C. alla conquista araba. Scrivendo di spade con l'arcaico vocabolo shamshir per un uditorio di cavalieri ormai armati di scimitarra, Ferdowsi, la cui opera ebbe straordinario successo nel mondo culturale persiano per quasi un millennio, spinse i suoi connazionali ad utilizzare la parola shamshir e non più qalachuri per indicare la loro arma manesca d'elezione, derivata dal kilij turco.

## Costruzione
- La lama, stando a recenti evidenze archeologiche,[N 4] poteva già essere realizzata in acciaio Damasco tipo wootz. Era lunga e diritta, affilata su ambo i lati, ma ben testimoniata dalle fonti come "snella";
- L'impugnatura poteva essere ad una mano o a due mani;
- Il fodero aveva una caratteristica foggia a "punta rettangolare", ove invece il fodero delle spade romane era sempre appuntito. A partire dal VI secolo venne assicurato alla cintura del portatore tramite due anelli di sospensione, uno in prossimità dell'imboccatura, assicuratovi da una ghiera metallica, ed uno leggermente più in basso, onde assicurare l'arma di traverso rispetto alle gambe del cavaliere ed alla sella. Cosa affatto insolita per l'antichità, era spesso realizzato interamente in metallo o comunque irrobustito da piastre di metallo in prossimità dei vertici. Data l'utenza prevalentemente nobile, il metallo utilizzato per il fodero e per gli anelli di sospensione era spesso dei più pregiati: oro, argento o platino.

### Esplicative
1. ↑  (EN) Trousdale, W., The long sword and scabbard slide in Asia, Washington DC, Smithsonian Institute Press, 1975. Interessantissima, in questo senso, la probabile raffigurazione di un anello decorante il pomolo della spada di Ardashir I nel rilievo dell'"Incoronazione", tipico stilema delle armi prodotte nel Celeste Impero (v. Spade cinesi).
2. ↑  (EN) Overlaet, B.J., Contribution to sasanian armament in connection with a decorated helmet, in Iranica Antiqua, XVII, 1982,  p. 200. sostiene la tesi degli Avari quali inventori del fodero a due punti di sospensione, mentre Trousdale 1975, p. 94 attribuisce ai Turchi la paternità dell'invenzione.
3. ↑  Il massiccio ricorso dei persiani a mercenari turchi, con conseguente diffusione nella regione del Khorasan di armi manesche del tipo scimitarra, era già cominciato in epoca tardo-sasanide (VI-VII secolo).
4. ↑  (EN) Lang, J. [et al.], New Evidence for Early Crucible Steel, in Historical Metallurgy, n. 32, 1998,  pp. 7-14. studio condotto su di una spada sasanide del VI-VII secolo conservata al British Museum di Londra. Ad oggi uno dei più antichi manufatti realizzati con acciaio fuso al crogiolo in possesso della comunità scientifica mondiale.

### Bibliografiche
1. ↑  Reperto conservato presso il Cabinet des médailles della Biblioteca nazionale di Francia
2. ↑  (EN) Hermann, G., Parthian and Sasanian saddlery: new light from the Roman West, in De Meyer, L e Haerinck, E. (a cura di), Arachaeologica Iranica et Orientalis: Miscellania in Honorem Louis Vanden Berghe, vol. 2., Gand, 1989,  pp. 741-809.
3. ↑  (EN) Hermann, G., Iranische Denkmäler 13, The Sasanian rock reliefs at Naqsh-i Rustam, Naqsh-i Rustam 6, The Triumph of Shapur I; Kerdir's Inscription, Berlino, Dietrich Reimer, 1989.
4. ↑  (EN) Rosenfield, J.M., The dynastic art of the Kushans, Los Angeles, University of California Press, 1967.
5. ↑  (EN) Haskins, J.F., Northern origins of 'sasanian' metalwork, in Artibus Asiae, XV, 1952,  p. 259.
6. ↑  (EN) Khorasani, Manouchehr Moshtagh, Terminology of Arms and Armor used in the Shahname: a Comparative Analysis "Swords and Maces", 2010.

### Fonti
- Ferdowsi (XI secolo), Shāh-Nāmeh, ed. it. in Pizzi, Italo [a cura di] (1888) Il libro dei re: poema epico, recato dal persiano in versi italiani, Torino, V. Bona.

### Studi
- Allan, James W. (2000) [e] Gilmour, Brian J.J., Persian steel: the Tanavoli collection, Oxford, Oxford University Press.
- Farrokh, Kaveh (2005), Sassanian elite cavalry AD 224-642, Oxford, Osprey Publishing.
- Haskins, J.F. (1952), Northern origins of 'sasanian' metalwork, in Artibus Asiae, v. XV, a. 1952, I 241, II 324.
- Khorasani, Manouchehr Moshtagh (2010), Lexicon of Arms and Armor from Iran: A Study of Symbols and Terminology, Legat, ISBN 978-3-932942-31-0.
- Khorasani, Manouchehr Moshtagh (2006), Arms and Armor from Iran: The Bronze Age to the End of the Qajar Period, Legat, ISBN 978-3-932942-22-8.
- Masia, Kate (2000), The evolution of swords and daggers in the Sasanian Empire, in Iranica Antiqva, v. XXXV, a. 2000 PDF.
- Overlaet, B.J. (1982), Contribution to sasanian armament in connection with a decorated helmet, in Iranica Antiqua, XVII, a. 1982, pp. 189-206.
- Wilcox, Peter (1986) [e] McBride, Angus, Rome's Enemies (3): Parthians and Sassanid Persians, Oxford, Osprey Publishing.